# Färnäs
Färnäs is een plaats in de gemeente Mora in het landschap Dalarna en de provincie Dalarnas län in Zweden. De plaats heeft 957 inwoners (2005) en een oppervlakte van 155 hectare.

## Verkeer en vervoer
Bij de plaats lopen de E45 en Riksväg 70.
Door de plaats loopt de spoorlijn Uppsala - Morastrand (zonder station).